# Anthony Zambrano
Anthony Zambrano (født 17. januar 1998 i Maicao i Department of La Guajira i Colombia) er en colombiansk atlet, der konkurrerer i sprint.
Han repræsenterede Colombia under sommer-OL 2016 i Rio de Janeiro, hvor han kun deltog i stafeterne, uden at vinde en medalje.
Anthony Zambrano tog sølv for Colombia på 400 meter ved sommer-OL 2020 i Tokyo.